# The Women's Peace Crusade
The Women's Peace Crusade, en español La Cruzada de Mujeres por la Paz, fue un movimiento socialista de base que se extendió por Gran Bretaña entre 1916 y 1918. Su objetivo central era difundir una «paz popular», definida como el final negociado de la Primera Guerra Mundial sin anexiones ni indemnizaciones. El movimiento se inició en Glasgow en julio de 1916 y se lanzó oficialmente el 10 de junio de 1917. Posteriormente se extendió por Gran Bretaña, con manifestaciones que tuvieron lugar en Leeds, Bradford, Leicester, Birmingham y Lancashire. Aun contando con un número considerable de seguidoras, contó con la oposición tanto del gobierno como de la policía, y sus componentes fueron amenazadas y arrestadas.

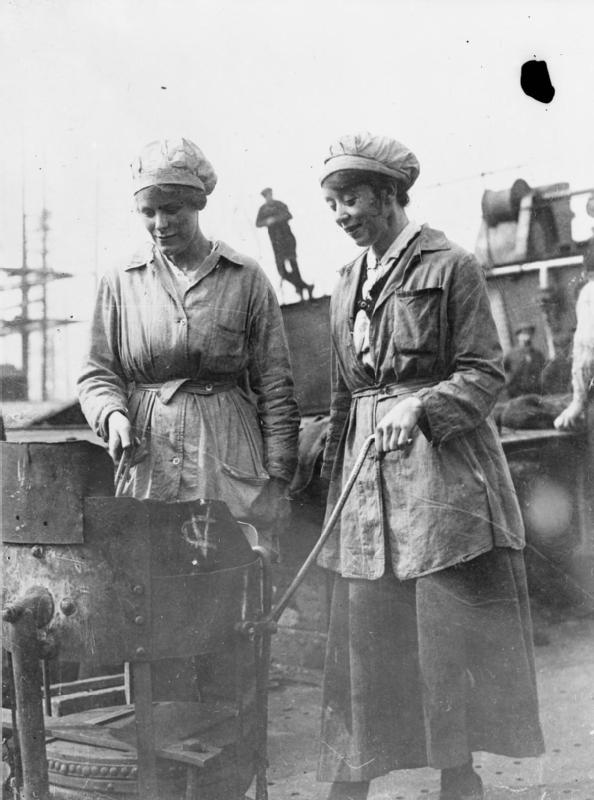
Trabajadoras en el astillero Harland and Wolff en Govan durante la Primera Guerra Mundial

## Contexto
El estallido de la Primera Guerra Mundial provocó un cisma en el movimiento de mujeres. Las componentes del movimiento sufragista en el Reino Unido adoptaron diversas posturas respecto a la opción de su país por la guerra, junto con otras naciones europeas, tras el asesinato del archiduque Francisco Fernando el 28 de junio de 1914. Poco después de la Declaración de Guerra del Gobierno británico, Emmeline Pankhurst, líder de la Unión Social y Política de Mujeres (WSPU), se trasladó a París y proclamó que  la organización debía desistir de sus actividades sufragistas y concentrarse en apoyar el esfuerzo bélico del Gobierno.
Otras sufragistas discreparon con el apoyo a la guerra. Mujeres de toda Europa se movilizaron contra  sus respectivos gobiernos y convocaron  el Congreso Internacional de Mujeres en La Haya el 28 de abril de 1915. Ciento noventa mujeres solicitaron permiso al Gobierno británico para asistir; tan solo a veinticuatro de ellas se les autorizó, al resto se les denegó el permiso y su pasaporte fue cancelado. La conferencia culminó con la creación de varias iniciativas contra la guerra, como la Liga Internacional de Mujeres por una Paz Permanente y la Liga Internacional de Mujeres por la Paz y la Libertad, (WILPF). 
Helen Crawfurd, representante del Partido Laborista Independiente (ILP) y miembro retirado de la WSPU, fue secretaria de la sección de Glasgow del WILF. Dentro de dicha sección, las divisiones se hicieron evidentes entre mujeres procedentes de la clase media y de clase trabajadora. En consecuencia, Helen Crawfurd, Agnes Dollan, Mary Barbour y Ferguson representantes de la sección del ILP de Glasgow, se convirtieron en las fundadoras de la Cruzada de Mujeres por la Paz.

## Historia
La Cruzada de las Mujeres por la Paz, también denominada Cruzada de las Mujeres para la Negociación de la Paz, nació en una manifestación celebrada el 23 de julio de 1916 y que atrajo a cerca de 5.000 personas. Fue organizada por Helen Crawfurd, feminista y socialista de clase trabajadora que había desempeñado un papel relevante en la huelga de alquileres de Glasgow de 1915. La protesta se produjo tras la publicación de una carta en el Labour Leader en la que se criticaba a las mujeres británicas por no manifestarse contra la guerra. Las primeras reuniones tuvieron lugar en Maryhill y Springburn, y las actividades posteriores incluyeron reuniones callejeras, marchas, venta de insignias y distribución de literatura.
El objetivo central de la Cruzada de Mujeres por la Paz era negociar el fin inmediato de la Primera Guerra Mundial, pero había otros específicos. El discurso publicado por el movimiento afirmaba que su objetivo era permitir a todas las naciones elegir su propia forma de gobierno, desarrollarse plenamente, acceder a los mercados y materias primas del mundo y viajar libremente. Se opusieron a la idea del derecho de conquista y de anexión forzosa, al intento de mantener o incrementar las barreras comerciales y a cualquier intento de imponer indemnizaciones aplastantes a cualquier nación. Además de esto, apoyaron la limitación de armamentos y la organización internacional de los pueblos, con el objetivo de crear un programa de intereses comunes que denominaron "la paz de los pueblos".

### Miembros

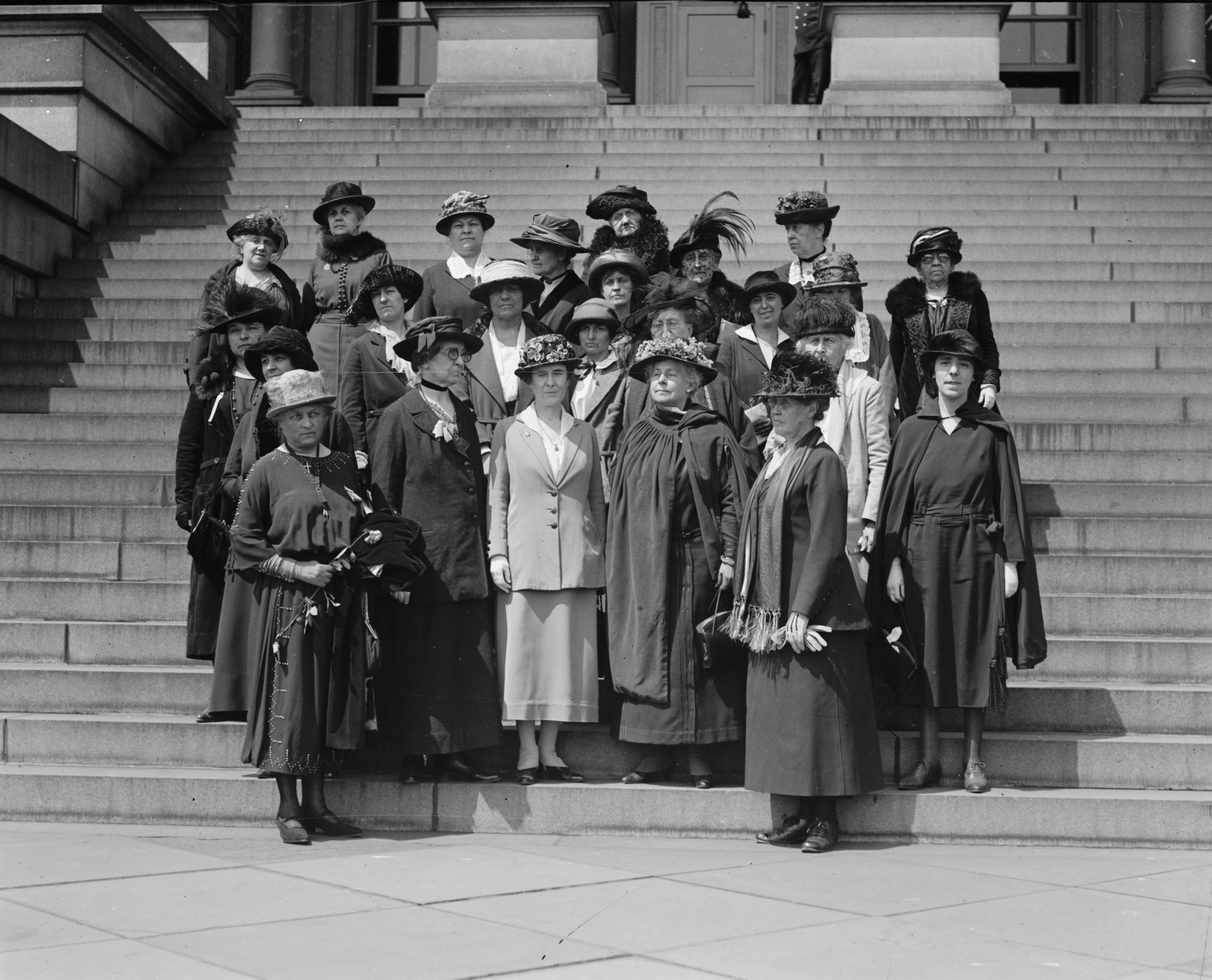
La Liga Internacional Femenina

La Cruzada de Mujeres por la Paz fue uno de los movimientos por la paz más grandes de Glasgow durante la Primera Guerra Mundial. Contó con el mayor apoyo de la clase trabajadora y de las bases. Su fundadora, Helen Crawfurd, asimismo puso en marcha en Glasgow la rama de la Liga Internacional de Mujeres por la Paz y la Libertad,(WILPF), si bien, más tarde declaró que nunca fue pacifista. Se trataba de una "socialista internacional con un profundo rechazo a la guerra, por su espantosa crueldad y desperdicio". Las fracciones de la Liga Internacional de Mujeres  dentro de la rama de Glasgow, llevaron a divisiones entre las procedentes  de clase media y trabajadora. Posteriormente con otras trabajadoras, formó la Cruzada por la Paz de las Mujeres. Entre otras se encontraban Agnes Dollan, la señorita Walker, la señora Barbour y la señora Ferguson. Mientras que la Liga Internacional de Mujeres se había centrado en celebrar reuniones mensuales con oradores y debates, la Cruzada de Mujeres por la Paz  llevó el mensaje contra la guerra a las calles y a las comunidades de clase trabajadora. Entre sus miembros notables se encuentra Helen Swanwick.

### Oposición
La Cruzada de Mujeres por la Paz se enfrentó a una gran oposición tanto del gobierno como de los medios de comunicación. El periódico derechista Morning Post describió el movimiento como "una de las organizaciones de propaganda más activas y perniciosas del país". El 11 de agosto de 1917, una marcha de 1.200 mujeres en Lancashire fue recibida con gran hostilidad. Al llegar al centro recreativo de Nelson, una multitud de 50.000 contramanifestantes comenzó a gritarles "¡Traidoras! y ¡Asesinas!"y solo la presencia policial evitó que sufrieran daños físicos.